# Desolation row
«Desolation row» (en español, "Calle de la desolación") es una canción compuesta por el cantante estadounidense Bob Dylan. Fue incluida en el álbum Highway 61 Revisited, editado el 30 de agosto de 1965. La canción tiene once minutos de duración y evoca diferentes momentos, parábolas y hechos históricos, como los linchamientos de Duluth de 1920.
Una versión alternativa de la canción se grabó incluyendo en el acompañamiento una guitarra eléctrica y un prominente bajo, versión que fue publicada en el álbum The Bootleg Series Vol. 7: No Direction Home: The Soundtrack. La revista Rolling Stone situó la canción en el puesto 185 de su lista de las 500 mejores canciones de todos los tiempos. Asimismo, Joe Strummer, exvocalista de The Clash y de Joe Strummer and the Mescaleros, hace una referencia a "Desolation row" en su canción "Coma girl", publicada en el álbum Streetcore (2003). También hace lo suyo el español Joaquín Sabina, ferviente admirador de Dylan, en su canción "Peces de ciudad", publicada en el álbum Dímelo en la calle (2002) con la estrofa:

En la fatua Nueva York 
 da más sombra que los limoneros 
 la estatua de la libertad. 
 Pero en Desolation Row 
 las sirenas de los petroleros 
 no dejan reír ni volar.

## Versiones
La banda estadounidense My Chemical Romance publicó una versión de la canción en enero de 2010. La banda declaró que en ella quisieron acercarse al estilo del grupo punk Sex Pistols.